# Milo O’Shea
Milo O’Shea, születési nevén Milo Donal O’Shea (Dublin, Írország, 1926. június 2. – Manhattan New York, USA, 2013. április 2.) ír színpadi és filmszínész, aki Írországban, az Egyesült Királyságban és az Egyesült Államokban működött. A nemzetközi filmvilágban legismertebb szerepe Leopold Bloom alakítása Joseph Strick rendező 1967-es Ulysses c. filmjében, mely James Joyce író azonos című regényéből készült.

## Élete

### Származása, pályakezdése
Szülővárosában, Dublinben nőtt fel. Apja hivatásos színpadi énekes volt, anyja balett-táncosnő és -oktató volt, emellett hárfán játszott. Mindketten támogatták Milo fiuk színész ambícióit. A Keresztény Fivérek (Christian Brothers) Rendjének Synge Street-i iskolájába járt. Osztálytársa volt az Angliában született ír Donal Donnelly (1931–2010), aki Írországban nőtt fel, és később szintén színész lett.
Tízéves korában a dublini rádióban a Twist Olivér rádiójáték-feldolgozásában ő mondta a főszerepet. Az Abbey Theater angol és ír nyelvű előadásain fellépett. Tizenkét esztendősen a Gate Theatre George Bernard Shaw Caesar és Kleopátra c. történelmi drámájában adott neki szerepet. Tizenhét évesen az angol–ír Anew McMaster (1891–1962) vándor színtársulatával járta az országot. Később a londoni Guildhall School színiiskolában tanult zenét és színészmesterséget. Képzett zongoristává vált. Az 1940-es években már kapott apró, javarészt névtelen filmszerepeket is.

### Színészi pályája
Színpadi tehetségére az 1950-es években figyelt fel Harry Dillon, a dublini 37 Theatre Club nevű kis színpad vezetője, és színészi megbízásokhoz segítette. Kétnyelvű lévén, mind ír, mind angol nyelvű előadásokat el tudott vállalni. Kezdetben a dublini Gate Theatre és a Gaiety Theatre-ban dolgozott, Shakespeare, Csehov, Ibsen és Molière-darabokban. 1967–68-ban a Broadway-en színpadon vendészerepelt, Eli Wallach-el együtt játszott a Barry Morse által rendezett Staircase vígjátékban, amely abban a színházi miliőben először mutatta be realista módon a homoszexualitás jelenségét.
Az 1960-as években kapta első televíziós és filmszerepeit Angliában. Szerepelt az 1963-as Folytassa, taxisofőr! c. angol vígjátékban. A BBC Me Mammy című szituációs vígjáték-sorozatában szerzett országos népszerűséget. 1967-ben főszerepet (Leopold Bloom) kapott Joseph Strick Ulysses című filmdrámájában, amely James Joyce fő művéből, az Ulysses regényfolyamból készült. Számos más jelentős filmben játszott különféle karakterű fő vagy mellékszerepet, így a jóságos Lőrinc barátot Franco Zeffirelli 1968-as Rómeó és Júlia filmjében, és a főgonoszt, az őrült Duran Duran tudóst Roger Vadim 1968-as Barbarellájában. 1973-ban Boot rendőrfelügyelőt alakította Douglas Hickox rendező Shakespeare-i gyilkosságok című horrorfilmjében, Vincent Price és Diana Rigg mellett.
Rendszeresen dolgozott amerikai filmeseknek és televízióknak is. 1982-ben Hoyle bírót alakította Sidney Lumet Az ítélet c. filmdrámájában, Paul Newman mellett, 1987-ben vendégszerepelt az Öreglányok tévésorozatban, 2003–2004-ben Az elnök emberei politikai filmsorozatban Roy Ashland szövetségi főbírót alakította. 1992-ben szerepelt a Cheers sorozat utolsó évadában, és annak spin-off filmjében, a Frasier – A dumagép-ben is (mint Schachter, a pszichoanalitikus).
1982-ben a Mass Appeal című színdarabban nyújtott alakításáért Tony-díjra jelölték, a legjobb színész kategóriájában. A Dear World musicalben a csatornatisztító embert játszotta, Angela Lansburyvel, a grófnővel szemben.

### Magánélete
Első felesége Maureen Toal (1930–2012) ír színésznő volt, akit 1952-ben vett feleségül, két fiuk született, Colm és Steven O’Shea. 1974-ben elváltak.
1976-ban O’Shea másodszor is megnősült, Kitty Sullivan ír színésznőt vette feleségül. Olaszországban ismerkedtek meg, amikor O’Shea Barbarella forgatásán dolgozott, Sullivan pedig a La Mancha lovagja musical szereplőválogatásán vett részt.  A házaspár New York-ban élt. Néha játszottak együtt színpadon, így a My Fair Lady 1981-es felújításán, a Broadway Színházban. Mindketten megkapták az amerikai állampolgárságot. Közös gyermekük nem született.

### Elhunyta
New York-ban hunyt el 2013-ban, rövid betegség után, 86 évesen.

## Főbb filmszerepei
- 1940: Contraband, polgári védelmi őr, névtelen
- 1946: Szép remények (Great Expectations), elítélt bűnöző
- 1962: Z Cars, tévésorozat, Caxton / Chauncey Mullalley
- 1963: Folytassa, taxisofőr! (Carry On Cabby), Len taxisofőr
- 1967: Ulysses, Leopold Bloom
- 1968: Rómeó és Júlia (Romeo and Juliet), Lőrinc barát
- 1968: Barbarella, Durand-Durand
- 1969: Mr. Zero három élete (The Adding Machine), Mr. Zero
- 1970: Levine, az angyal (The Angel Levine), Dr. Arnold Berg
- 1971: Sacco és Vanzetti (Sacco e Vanzetti), Fred Moore
- 1968–1971: Me Mammy, tévésorozat, Bunjy Kennefick
- 1971: Jackanory, a mesemondó
- 1972: Shakespeare-i gyilkosságok (Theater of Blood), Boot rendőrfelügyelő
- 1973: The Protectors, tévésorozat, Carpiano herceg
- 1973: Digby, a világ legnagyobb kutyája (Digby: The Biggest Dog in the World), Dr. Jameson
- 1974: A királynő törvényszéke (QB VII), tévé-minisorozat, Dr. Stanislaus Lotaki
- 1979: Elil rózsája (Arabian Adventure), Khazim
- 1982: Az ítélet (The Verdict), Hoyle bíró
- 1984: Ellis Island, tévé-minisorozat, Casey O’Donnell
- 1985: Kairó bíbor rózsája (The Purple Rose of Cairo), Donnelly atya
- 1986: Egy kórház magánélete (St. Elsewhere ), tévésorozat, Lost Weekend epizód, Brendan Connelly
- 1987: Megszegett fogadalmak (Broken Vows), tévéfilm, Monsignore Casey
- 1987: Angel in Green, tévéfilm, Mahon atya
- 1987: Ki a főnök? (Who’s the Boss? ), tévésorozat, Franklyn Kresheck  bíró
- 1987: Öreglányok (The Golden Girls), tévésorozat, Buddy Rourke
- 1987: A szépség és a szörnyeteg (Beauty and the Beast), tévésorozat, Evan Brannigan
- 1989: Az álomcsapat (The Dream Team), Dr. Newald
- 1990: Szemtelennek áll a világ (Opportunity Knocks), Max
- 1991: Mama pici fia (Only the Lonely), Doyle
- 1991: Mókás hekus (The Commish), Frank Atkins
- 1992: Bohémek (The Playboys), Freddie
- 1992: Cheers, tévésorozat, Roger bácsi
- 1995: Frasier – A dumagép (Frasier), tévésorozat, Dr. Schachter
- 1996: A kiválasztott – Az amerikai látnok (Early Edition)), tévésorozat, Sherman
- 1997: A kis véreskezű (The Butcher Boy), Sullivan atya
- 1997: Házasságszerzők (The MatchMaker), Dermot O’Brien
- 1998: Kerge város (Spin City), tévésorozat, Larry atya
- 1999: Nincs igazság (Swing Vote), tévéfilm, Justice Harlan Greene
- 1999: Oz, tévésorozat, Dr. Frederick Garvey
- 2002: Határvillongások (Puckoon), McGillikuddie őrmester
- 2003: Szemtelen szellemidézők (Mystics), Locky
- 2003–2004: Az elnök emberei (The West Wing), tévésorozat, Roy Ashland szövetségi főbíró

## További információ
- Milo O’Shea a PORT.hu-n (magyarul)
- Milo O’Shea az Internetes Szinkronadatbázisban (magyarul)
- Milo O’Shea az Internet Movie Database-ben (angolul)
- Milo O’Shea a Rotten Tomatoeson (angolul)
- Milo O’Shea az AlloCiné weboldalán (franciául)
- Milo O’Shea Profile. Famousfix.com. (Hozzáférés: 2023. január 18.)
- ↑ AndrewRoss:  Andrew Ross. Carry On Actors: The Complete Who’s Who of the Film Series (angol nyelven). Fantom Publishing (2015). ISBN 1-906358-95-8
- ↑ RobertRoss:  Robert Ross. The Carry On Companion. London: B.T. Batsford (2002). ISBN 0-7134-8771-2